# Charles Anderson Wickliffe
Charles Anderson Wickliffe (8 giugno 1788 – Ilchester, 31 ottobre 1869) è stato un politico statunitense, 11° Direttore delle Poste.

## Biografia
Fu l'undicesimo direttore generale delle poste degli Stati Uniti durante la presidenza di John Tyler (10º presidente).
Nato nella Contea di Washington, stato del Kentucky, i suoi genitori erano Charles e Lydia (Hardin) Wickliffe, era l'ultimo dei nove figli.
Studiò alla scuola pubblica, ed ebbe insegnanti privati a sostegno. Si specializzò in legge. Partecipò alla guerra del 1812, e successivamente si dedicò alla politica, venendo eletto alla Camera dei Rappresentanti dello stato del Kentucky. Fra le numerose cariche ricoperte quella di 10° vicegovernatore e 14º Governatore del Kentucky.
Nel 1813 sposò Margaret Cripps, con cui ebbe numerosi figli (3 maschi e 5 femmine).
Morì nello stato del Maryland a 81 anni, il suo corpo venne poi sepolto al Bardstown Cemetery a Bardstown.